# Nothura maculosa
La cotorna macchiata (Nothura maculosa (Temminck, 1815)) è un uccello della famiglia Tinamidae.

## Descrizione
Lunghezza: 24–26 cm.

Peso: 162-303 g (maschio), 164-340 g (femmina).

## Distribuzione e habitat
Brasile, Paraguay, Uruguay, Argentina.

## Sistematica
Sono note 8 sottospecie:
- Nothura maculosa annectens Conover, 1950 - diffusa in Argentina orientale
- Nothura maculosa cearensis Naumburg, 1932 - diffusa in Brasile nord-orientale
- Nothura maculosa maculosa (Temminck, 1815) - diffusa in Brasile sud-orientale, Paraguay orientale, Argentina nord-orientale, Uruguay
- Nothura maculosa major von Spix, 1825 - diffusa in Brasile centro-orientale
- Nothura maculosa nigroguttata Salvadori, 1895 - diffusa in Argentina centro-meridionale
- Nothura maculosa pallida Olrog, 1959 - diffusa in Argentina nord-occidentale.
- Nothura maculosa paludivaga Conover, 1950 - diffusa in Paraguay centrale, Argentina centro-settentrionale.
- Nothura maculosa submontana Conover, 1950 - diffusa in Argentina sud-occidentale.